# العلاقات اليمنية الليبية
العلاقات اليمنية الليبية هي العلاقات الثنائية بين الحكومة اليمنية وحكومة ليبيا.

## ألغام القذافي
خلال سبعينات القرن العشرين جرت صراعات بين اليمن الشمالي والجنوبي قبل تحقيق الوحدة اليمنية في العام 1990م.
أثناء الصراع مع الجبهة كانت الجماهيرية الليبية تدعم الجبهة الوطنية في المناطق الوسطى من اليمن والتي كانت تؤيد الجنوب اليمني الذي كانت تحكمه الاشتراكية، وحسب ما تناقلته الوسائل الإعلامية فإن (12) مليون لغم قدمته ليبيا لمؤيديها في شمال اليمن (تحديداً المناطق الوسطى). ورغم انتهاء الصراع إلاَّ أن الأضرار التي خلفتها الألغام لم تنته بعد، ولازالت تحصد ضحايا من المواطنين حتى الآن، وحسب رئيس لجنة شؤون الألغام في اليمن قاسم الأعجم فإن السجل الوطني للألغام الذي نفذ مؤخراَ حدد (592) منطقة متأثرة بالألغام في 19 من 21 محافظة. بلغ عدد ضحايا الألغام اليمنيين نحو (50) ألف ضحية 96% منهم من الأطفال.
في 2007 رفع محام يمني دعوى قضائية ضد الرئيس الليبي معمر القذافي معتبرا أنه مسؤول عن أحداث التخريب وزرع الألغام في المناطق الوسطى باليمن خلال حقبة السبعينيات والثمانينيات. وقال المحامي محمد علي علاو إنه حصل على توكيل من (180) شخصا من أسر الضحايا، وثمانية منهم من أسرته.
ألقت الجماهيرية الليبية بكل ثقلها في أوائل الثمانينات على رهان الإطاحة بنظام الرئيس علي عبد الله صالح من خلال الدعم التسليحي المفتوح للجبهة الوطنية- وهي قوى مناهضة لنظام صنعاء، أحتضنها نظام الشطر الجنوبي- لتتحول جميع مناطق الأطراف بين الشطرين إلى أكبر حقل ألغام عرفته منطقة الشرق الأوسط، ولتتحول البندقية المعروفة بـ (الليبي) إلى تقليعة اليمن التي يجوب بها الصغار والكبار كل مكان من أرجاء اليمن ليشيعوا الموت بكل من يعترض طريقهم.إن حسابات المرحلة الحالية لا يمكن أن تـُقرأ بغير نفس الأرقام التي حملها نظام العقيد القذافي لرسم معادلاته لمستقبل الجزيرة العربية والخليج’ ومن نفس نظرة «غرور الزعامة» و«داء العظمة» التي تدفعه للاعتقاد بأنه زعيم فوق كل الرهانات.